# Eilica bicolor
Eilica bicolor är en spindelart som beskrevs av Banks 1896. Eilica bicolor ingår i släktet Eilica och familjen plattbuksspindlar. Inga underarter finns listade i Catalogue of Life.